# タウリケのイピゲネイア
『タウリケのイピゲネイア』（タウリケーのイーピゲネイア、希: Ἰφιγένεια ἐν Ταύροις、羅: Iphigenia in Tauris）は、古代ギリシアのエウリピデスによるギリシア悲劇の1つ。
父アガメムノーンに生贄にされる直前にアルテミスによって救出され、ケルソネーソスにあるタウロイ人の国でアルテミス神殿の巫女として過ごしていたイーピゲネイアの元に、母親への復讐とアテナイでの審判を終え、アルゴスへと帰国途中の弟オレステースが訪れ、共にアルゴスへと帰国する様が描かれる。
紀元前413年頃に作られたと推定される。上演成績は不明。

## 日本語訳
- 『タウリケのイピゲネイア』 吳茂一訳、岩波文庫、1939年。旧版
- 『ギリシア悲劇IV エウリピデス（下）』「タウリケのイピゲネイア」呉茂一訳、ちくま文庫、1986年
  - 元版『世界古典文学全集9 エウリピデス』筑摩書房、1965年
- 『ギリシア悲劇全集IV エウリピデス篇II』「タウリケのイーピゲネイア」 呉茂一訳、人文書院、1960年
- 『タウリケーのイーピゲネイア』 久保田忠利訳、岩波文庫、2004年
  - 元版『ギリシア悲劇全集7　エウリーピデースIII』岩波書店、1991年
- 『エウリピデス 悲劇全集 3』「タウロイ人の地のイピゲネイア」 丹下和彦訳、京都大学学術出版会〈西洋古典叢書〉、2014年
- 『古典劇大系 第二卷 希臘篇（2）』「タウロイのイフィゲネイヤ」 村松正俊訳、近代社、1925年
  - 『世界戯曲全集 第一卷 希臘篇』「タウロイのイフィゲネイヤ」 村松正俊訳、近代社、1927年
- 『ギリシャ悲劇全集IV エウリーピデース編〔II〕』「タウリケーのイーピゲネイア」 内山敬二郎訳、鼎出版会、1978年

## 翻案
- ゲーテ『タウリス島のイフィゲーニエ』（五幕二十場）[2]市川明訳、松本工房、2017年。ISBN 978-4-944055-87-6
  - 別訳版『タウリスのイフィゲーニエ』辻昶訳 「ゲーテ全集5」潮出版社、新版2003年。ISBN 978-4-267-01665-3
  - 別訳版『タウリスのイフゲーニエ』氷上英廣訳 「ゲーテ全集4」人文書院、1960年
  - 別訳版『タウリスのイフィゲーニエ』大宮勘一郎訳、作品社、2023年。ISBN 978-4-86182-957-4